# Крейл (Північна Голландія)
Крейл (нід. Kreil) — селище в нідерландській провінції Північна Голландія. Входить до муніципалітету Голландс-Крон.